# Meatas
Meatas (em latim: Maeatae; em grego clássico: Μαιάται; romaniz.: Maiátai) foram um grupo tribal da Caledônia (grosso modo a atual Escócia) do fim do século II e começo do III, que habitou ao sul dos caledônios e ao norte da muralha Antonina. Seu nome provavelmente significa "povo maior" ou "habitantes da porção maior" e nomes como Dumyat e Myot Hill nas cercanias de Stirling podem estar etimologicamente ligados com a tribo. Mantiveram um tratado de paz com o Império Romano até 210, quando revoltaram-se no tempo do imperador Sétimo Severo (r. 193–211). Foram gradualmente combatidos e acordaram a paz em 212.